# Sołtmany (Ełk)
Sołtmany [pronunciación en polaco: /sɔu̯tˈhombreɨ/] (en alemán: Soltmahnen) es un pueblo ubicado en el distrito administrativo de Gmina Prostki, dentro del Distrito de Ełk, Voivodato de Varmia y Masuria, en Polonia del norte. Se encuentra aproximadamente a 3 kilómetros al noroeste de Prostki, a 12 kilómetros al sur de Ełk, y a 126 kilómetros al este de la capital regional Olsztyn.
Antes de 1945, el área fue parte de Alemania (Prusia Oriental).